# Lisa Unruh
Lisa Unruh (* 12. April 1988 in Berlin) ist eine deutsche Bogenschützin.

## Laufbahn
Unruh startete seit 2006 international, bei den Europameisterschaften 2006 belegte sie mit der deutschen Mannschaft den vierten Platz. Nach einem zweiten Platz mit der Mannschaft bei den Hallenweltmeisterschaften 2007 gewann sie bei den Europameisterschaften 2007 in Bjelovar den Titel im Einzel und Bronze mit der Mannschaft. 2008 in Vittel folgte der achte Platz im Einzel und die Silbermedaille mit der Mannschaft.
Nach einigen Jahren ohne internationale Medaillen gewann Unruh 2012 mit der Mannschaft Bronze bei den Europameisterschaften in Amsterdam. 2014 folgte in Echmiadzin EM-Silber mit der Mannschaft. 2015 siegte sie bei den Halleneuropameisterschaften in Koper mit der Mannschaft und erhielt in der Einzelwertung die Bronzemedaille. Bei den Hallenweltmeisterschaften 2016 gewann sie in Ankara die Einzelwertung. Von den Europameisterschaften 2016 in Nottingham kehrte sie mit zwei Bronzemedaillen, im Einzel und in der Mannschaft, heim.
Bei den Olympischen Sommerspielen 2016 in Rio de Janeiro erreichte sie das Finale, in dem sie der Südkoreanerin Chang Hye-jin unterlag. Diese Silbermedaille war die erste Einzelmedaille für einen deutschen Bogenschützen bei Olympischen Spielen überhaupt. Dafür wurde sie am 1. November 2016 von Bundespräsident Gauck mit dem Silbernen Lorbeerblatt geehrt.
Bei den World Games 2017 in Breslau gewann Unruh die Goldmedaille.
Unruh startet für den BSC BB-Berlin. Außer in der olympischen Sportart mit dem Recurve-Bogen tritt Unruh auch in anderen Disziplinen an, so war sie 2014 in Zagreb Weltmeisterin im Feldbogenschießen für den niedersächsischen SV Loccum. Auch 2018 gewann sie die Weltmeisterschaft im Feldbogenschießen, diesmal im Einzel und mit der Mannschaft.
Eine weitere olympische Medaille gewann sie im Mannschaftswettbewerb der Olympischen Sommerspiele 2020 in Tokio. Die Bronzemedaille sicherte sie sich mit Michelle Kroppen und Charline Schwarz im Duell um Platz 3 gegen die belarussische Mannschaft.
Im Juni 2022 gab Unruh am Rande der EM in München das Ende ihrer Nationalmannschaftskarriere bekannt.

## Privates
Im September 2020 heiratete Lisa Unruh ihren Mannschaftskameraden Florian, geborener Kahllund, mit dem sie seit 2015 eine Beziehung führt und regelmäßig gemeinsam in Mixed-Wettbewerben antritt.

## Auszeichnungen
- Berlins Sportlerin des Jahres 2016 und 2018